# Anii 1850
Anii 1850 au fost un deceniu care a început la 1 ianuarie 1850 și s-a încheiat la 31 decembrie 1859.

## Europa
După înfrângerea revoluțiilor de la 1848 continentul european a cunoscut o restrângere a drepturilor și libertăților cetățenești. Alexander von Bach, ministrul de interne al Imperiului Austriac între 1849-1859, a fost artizanul neoabsolutismului.  